# Onitis curvipes
Onitis curvipes är en skalbaggsart som beskrevs av Lansberge 1875. Onitis curvipes ingår i släktet Onitis och familjen bladhorningar. Inga underarter finns listade i Catalogue of Life.